# Alxa Zuoqi
Alxa Zuoqi (lewa chorągiew Alxa; chiń. 阿拉善左旗; pinyin: Ālāshàn Zuǒ Qí) – chorągiew w północnych Chinach, w regionie autonomicznym Mongolia Wewnętrzna, w związku Alxa. W 1999 roku liczyła 134 223 mieszkańców.